# DW Stadium
El DW Stadium és un estadi de rugbi a 13 i futbol de la ciutat de Wigan, al nord-oest d'Anglaterra. Actualment és la seu del club de rugbi a 13 Wigan Warriors i de l'equip de futbol Wigan Athletic. L'estadi fou inaugurat a l'agost del 1999 i té una capacitat de 25.133 espectadors.